# Kenton '51 Concert At Cornell University
 (novembre 2022).
Si vous disposez d'ouvrages ou d'articles de référence ou si vous connaissez des sites web de qualité traitant du thème abordé ici, merci de compléter l'article en donnant les références utiles à sa vérifiabilité et en les liant à la section « Notes et références ».
Kenton '51 Concert At Cornell University est un album de Stan Kenton. Il a été enregistré en octobre 1951 à l'Université Cornell, dans l'État de New York.

## Titres
- 01. Artistry In Rhythm 0:54
- 02. Spirals 3:28
- 03. Sambo 2:48
- 04. Shelly Manne 4:47
- 05. John Graas 4:22
- 06. Maynard Ferguson 4:13
- 07. September Song 3:51
- 08. Art Pepper 5:10
- 09. Improvisation 5:31
- 10. Samana 3:50
- 11. Love For Sale 3:25
- 12. Bob Cooper (Coop's Solo) 3:44
- 13. Opus In Pastels 2:49
- 14. Dance Before The Mirror From City Of Glass Suite 4:39
- 15. Halls Of Brass 5:18
- 16. Salute 4:05
- 17. Artistry In Rhythm 0:46

## Personnel
- Leader, Piano, Chef d'orchestre : Stan Kenton ;
- Saxophones : Bart Caldarell, Bob Cooper, Bob Gioga, Art Pepper, Bud Shank ;
- Trompettes : Conte Candoli, John Coppolo, Maynard Ferguson, John Howell, Stu Williamson ;
- Trombones : Harry Betts, Bob Fitzpatrick, Dick Kenney, George Roberts, Bill Russo (tb) ;
- Cor d'harmonie : John Graas, Lloyd Otto, George Price ;
- Tuba : Stan Fletcher ;
- Contrebasses : Don Bagley, Abe Luboff ;
- Guitare : Ralph Blaze ;
- Batterie : Shelly Manne ;
- Violons : Alex Law (premier violon), Earl Cornwell, Phil Davidson, Bart Gray, Maurice Koukel, Seb Mercurio, Dwight Muma, Danny Napolitano, Charlie Scarle, Ben Zimberoff ;
- Alto : Paul Israel, Aaron Shapiro, Dave Smiley ;
- Violoncelles : Gregory Bemko, Zach Bock, Gabe Jellen.

## Dates et lieux
- Bailey Hall (en), Université Cornell, Ithaca, État de New York, 14 octobre 1951

## CD références
- 2000 Jazz Unlimited - JUCD 2008